# 에임스 시험

에임스 시험 절차

에임스 시험 또는 에임스 테스트(Ames test)는 세균을 사용하여 특정 화학 물질이 테스트 유기체의 DNA에 돌연변이를 일으킬 수 있는지 여부를 테스트하는 널리 사용되는 방법이다. 보다 공식적으로는 화합물의 돌연변이 유발 가능성을 평가하는 생물학적 분석이다. 양성 반응은 화학 물질이 돌연변이를 유발하여 발암 물질로 작용할 수 있음을 나타낸다. 암은 종종 돌연변이와 연관되어 있기 때문이다. 생쥐와 쥐에 대한 표준 발암 물질 분석은 시간이 많이 걸리고(완료하는 데 2~3년 소요) 비용이 많이 들기 때문에 이 테스트는 화합물의 발암 가능성을 평가하는 빠르고 편리한 분석의 역할을 한다. 그러나 위양성과 위음성이 알려져 있다.
이 절차는 1970년대 초 캘리포니아 대학교 버클리의 브루스 에임스와 그의 그룹이 일련의 논문에서 설명했다.